# Wereldbeker schaatsen 2012/2013 - Wereldbeker 4
De Wereldbeker schaatsen 2012/2013 Wereldbeker 4 was de vierde wedstrijd van het wereldbekerseizoen die op 8 en 9 december 2012 plaatsvond in de M-Wave in Nagano, Japan. Enkel de sprintafstanden, 500 en 1000 meter, stonden op het programma. Het onderdeel teamsprint werd als demonstratieonderdeel verreden.

## Programma
| Datum               | Tijd  | Onderdeel                                                                                    |
| ------------------- | ----- | -------------------------------------------------------------------------------------------- |
| Zaterdag 8 december | 05:50 | 500 m vrouwen 500 m mannen 1000 m vrouwen 1000 m mannen                                      |
| Zondag 9 december   | 05:50 | 500 m vrouwen 500 m mannen 1000 m vrouwen 1000 m mannen teamsprint vrouwen teamsprint mannen |

## Nederlandse deelnemers
| Afstand    | Geslacht | Deelnemers, A- of B-groep                                                | Deelnemers, A- of B-groep                                                | Deelnemers, A- of B-groep                                                | Deelnemers, A- of B-groep                                                | Deelnemers, A- of B-groep                                                | Deelnemers, A- of B-groep                                                | Deelnemers, A- of B-groep                                                | Deelnemers, A- of B-groep                                                | Deelnemers, A- of B-groep                                                | Deelnemers, A- of B-groep                                                |
| ---------- | -------- | ------------------------------------------------------------------------ | ------------------------------------------------------------------------ | ------------------------------------------------------------------------ | ------------------------------------------------------------------------ | ------------------------------------------------------------------------ | ------------------------------------------------------------------------ | ------------------------------------------------------------------------ | ------------------------------------------------------------------------ | ------------------------------------------------------------------------ | ------------------------------------------------------------------------ |
| 1e 500m    | Vrouwen  | Margot Boer                                                              | A                                                                        | Anice Das                                                                | A                                                                        | Marrit Leenstra                                                          | A                                                                        | Thijsje Oenema                                                           | A                                                                        | Laurine van Riessen                                                      | A                                                                        |
| 1e 500m    | Mannen   | Michel Mulder                                                            | A                                                                        | Ronald Mulder                                                            | A                                                                        | Hein Otterspeer                                                          | A                                                                        | Jan Smeekens                                                             | A                                                                        | Jesper Hospes                                                            | B                                                                        |
|            |          |                                                                          |                                                                          |                                                                          |                                                                          |                                                                          |                                                                          |                                                                          |                                                                          |                                                                          |                                                                          |
| 1e 1000m   | Vrouwen  | Lotte van Beek                                                           | A                                                                        | Margot Boer                                                              | A                                                                        | Anice Das                                                                | A                                                                        | Marrit Leenstra                                                          | A                                                                        | Laurine van Riessen                                                      | A                                                                        |
| 1e 1000m   | Mannen   | Kjeld Nuis                                                               | A                                                                        | Hein Otterspeer                                                          | A                                                                        | Pim Schipper                                                             | A                                                                        | Michel Mulder                                                            | B                                                                        |                                                                          |                                                                          |
|            |          |                                                                          |                                                                          |                                                                          |                                                                          |                                                                          |                                                                          |                                                                          |                                                                          |                                                                          |                                                                          |
| 2e 500m    | Vrouwen  | Margot Boer                                                              | A                                                                        | Anice Das                                                                | A                                                                        | Marrit Leenstra                                                          | A                                                                        | Thijsje Oenema                                                           | A                                                                        | Laurine van Riessen                                                      | A                                                                        |
| 2e 500m    | Mannen   | Michel Mulder                                                            | A                                                                        | Ronald Mulder                                                            | A                                                                        | Hein Otterspeer                                                          | A                                                                        | Jan Smeekens                                                             | A                                                                        | Jesper Hospes                                                            | B                                                                        |
|            |          |                                                                          |                                                                          |                                                                          |                                                                          |                                                                          |                                                                          |                                                                          |                                                                          |                                                                          |                                                                          |
| 2e 1000m   | Vrouwen  | Lotte van Beek                                                           | A                                                                        | Margot Boer                                                              | A                                                                        | Anice Das                                                                | A                                                                        | Marrit Leenstra                                                          | A                                                                        | Laurine van Riessen                                                      | A                                                                        |
| 2e 1000m   | Mannen   | Michel Mulder                                                            | A                                                                        | Kjeld Nuis                                                               | A                                                                        | Hein Otterspeer                                                          | A                                                                        | Pim Schipper                                                             | A                                                                        |                                                                          |                                                                          |
|            |          |                                                                          |                                                                          |                                                                          |                                                                          |                                                                          |                                                                          |                                                                          |                                                                          |                                                                          |                                                                          |
| Teamsprint | Mannen   | Jesper Hospes en Ronald Mulder (in een team met Australiër Daniel Greig) | Jesper Hospes en Ronald Mulder (in een team met Australiër Daniel Greig) | Jesper Hospes en Ronald Mulder (in een team met Australiër Daniel Greig) | Jesper Hospes en Ronald Mulder (in een team met Australiër Daniel Greig) | Jesper Hospes en Ronald Mulder (in een team met Australiër Daniel Greig) | Jesper Hospes en Ronald Mulder (in een team met Australiër Daniel Greig) | Jesper Hospes en Ronald Mulder (in een team met Australiër Daniel Greig) | Jesper Hospes en Ronald Mulder (in een team met Australiër Daniel Greig) | Jesper Hospes en Ronald Mulder (in een team met Australiër Daniel Greig) | Jesper Hospes en Ronald Mulder (in een team met Australiër Daniel Greig) |
| Teamsprint | Vrouwen  | Margot Boer, Mayon Kuipers, Thijsje Oenema                               | Margot Boer, Mayon Kuipers, Thijsje Oenema                               | Margot Boer, Mayon Kuipers, Thijsje Oenema                               | Margot Boer, Mayon Kuipers, Thijsje Oenema                               | Margot Boer, Mayon Kuipers, Thijsje Oenema                               | Margot Boer, Mayon Kuipers, Thijsje Oenema                               | Margot Boer, Mayon Kuipers, Thijsje Oenema                               | Margot Boer, Mayon Kuipers, Thijsje Oenema                               | Margot Boer, Mayon Kuipers, Thijsje Oenema                               | Margot Boer, Mayon Kuipers, Thijsje Oenema                               |

De beste Nederlander per afstand is vet gezet

## Podia

### Mannen
| Afstand:   | Goud:                     | Tijd    | Zilver:                  | Tijd    | Brons:                            | Tijd    |
| 1e 500 m   | Pekka Koskela Finland     | 34,64   | Michel Mulder Nederland  | 34,95   | Tucker Fredricks Verenigde Staten | 35,10   |
| 2e 500 m   | Keiichiro Nagashima Japan | 35,14   | Gilmore Junio Canada     | 35,16   | Jan Smeekens Nederland            | 35,18   |
| 1e 1000 m  | Pekka Koskela Finland     | 1.09,52 | Samuel Schwarz Duitsland | 1.09,69 | Lee Kyou-hyuk Zuid-Korea          | 1.09,85 |
| 2e 1000 m  | Hein Otterspeer Nederland | 1.09,20 | Denny Morrison Canada    | 1.09,64 | Kjeld Nuis Nederland              | 1.09,72 |
|            |                           |         |                          |         |                                   |         |
| Teamsprint | Canada                    |         | Rusland                  |         | Duitsland                         |         |

### Vrouwen
| Afstand:   | Goud:                               | Tijd    | Zilver:                             | Tijd    | Brons:                              | Tijd    |
| 1e 500 m   | Lee Sang-hwa Zuid-Korea             | 37,63   | Nao Kodaira Japan                   | 37,96   | Heather Richardson Verenigde Staten | 38,01   |
| 2e 500 m   | Lee Sang-hwa Zuid-Korea             | 37,60   | Jenny Wolf Duitsland                | 37,91   | Nao Kodaira Japan                   | 38,09   |
| 1e 1000 m  | Heather Richardson Verenigde Staten | 1.15,24 | Christine Nesbitt Canada            | 1.15,45 | Lotte van Beek Nederland            | 1.16,15 |
| 2e 1000 m  | Christine Nesbitt Canada            | 1.15,13 | Heather Richardson Verenigde Staten | 1.15,26 | Lotte van Beek Nederland            | 1.15,87 |
|            |                                     |         |                                     |         |                                     |         |
| Teamsprint | Japan                               |         | Duitsland                           |         | Rusland                             |         |